# Casino y teatro Marín
El casino turolense y teatro Marín es un inmueble ubicado en la ciudad española de Teruel, en Aragón, que cuenta con el estatus de Bien Catalogado del Patrimonio Cultural Aragonés.

## Descripción
El conjunto formado por el casino turolense y el teatro Marín conforma un amplio volumen cuadrangular con fachada principal a la plaza de San Juan. El programa se organiza en tres bandas paralelas a la plaza, diferenciándose de esta forma los espacios sirvientes de los servidos. La primera contiene las estancias principales del casino, la central y más estrecha alberga las comunicaciones y los servicios, mientras que la tercera está ocupada por el teatro.

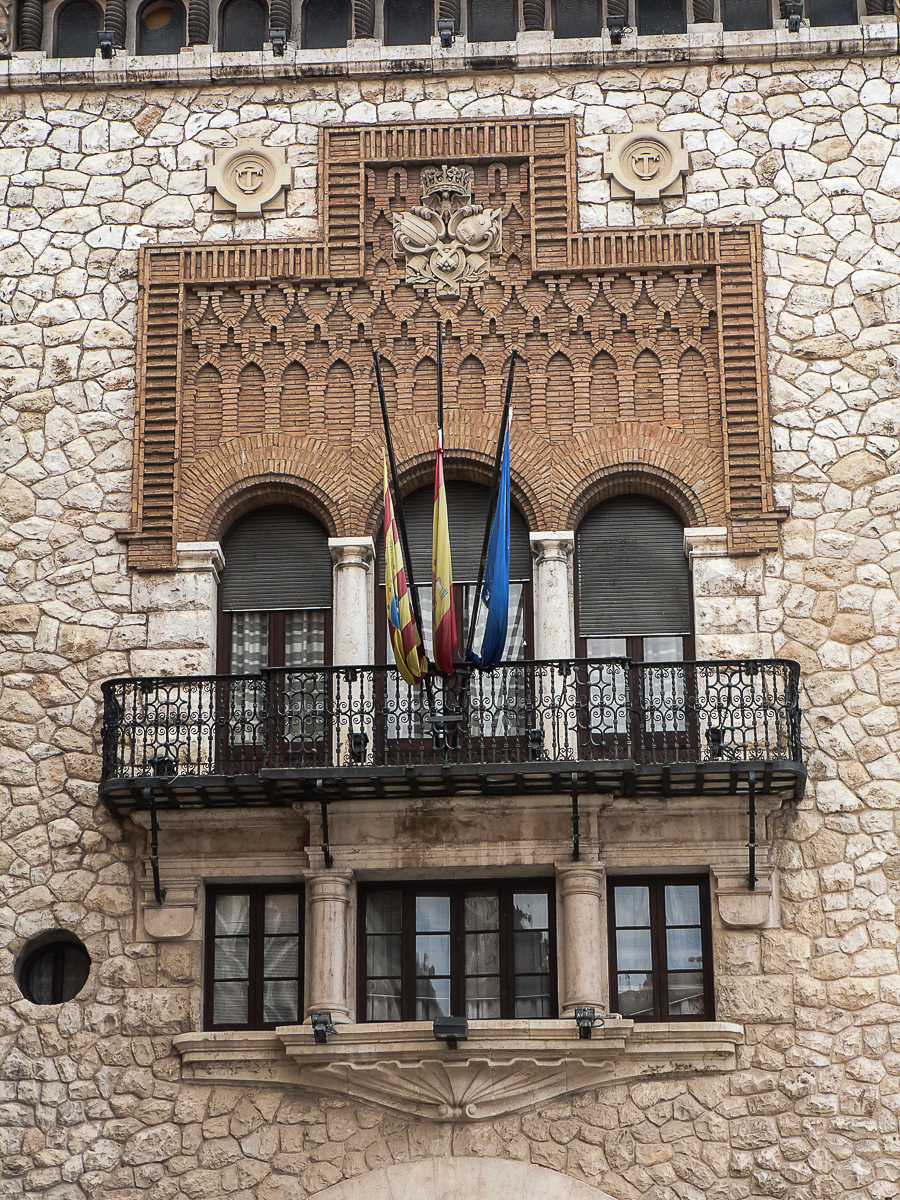
Detalle de la fachada

El casino se desarrolla en cuatro alturas además de la planta semisótano. En su interior destacan principalmente tres espacios: el vestíbulo y escalera principal, la sala de fiestas y la sala de tertulias. Las decoraciones originales que se conservan mezclan estilos clásico, modernista y neomudéjar, dotando al conjunto de un aire característico y singular. El teatro Marín responde a la tipología de «teatro a la italiana». Su sala tiene un aforo para más de 800 espectadores distribuidos entre platea, palcos laterales y anfiteatros. Destaca su cielo raso policromado y la rica decoración ecléctica que mezcla la estética historicista y la mudéjar.
La fachada principal presenta una composición ecléctica que conjuga la mampostería propia de la arquitectura regionalista turolense con el ladrillo caravista en un cuidado aparejo neomudéjar. El eje principal de la composición se desplaza hacia la parte izquierda del alzado para coincidir con la entrada al casino y organizar un cuerpo elevado a modo de torreón inspirado en los antiguos palacios aragoneses. El acceso al casino se realiza a través de un gran arco de medio punto sobre el que se dispone una elaborada composición en torno al balcón representativo de la primera planta. El casino y el teatro Marín han mantenido su uso hasta la actualidad, convirtiéndose en un punto de encuentro habitual de los turolenses.
El 24 de septiembre de febrero de 2009 alcanzó el estatus de Bien Catalogado del Patrimonio Cultural Aragonés, mediante una orden publicada el 19 de octubre de ese mismo año en el Boletín Oficial de Aragón.